# Juvigny-sous-Andaine
Juvigny-sous-Andaine  est une ancienne commune française, située dans le département de l'Orne en région Normandie, devenue le 1er janvier 2016 une commune déléguée au sein de la commune nouvelle de Juvigny Val d'Andaine.
Elle est peuplée de 908 habitants (les Juvignasiens).

## Géographie

### Localisation
La commune se situe dans le pays de Passais, plus précisément en pays d'Andaine, au sud-ouest de l'Orne. Son bourg est à 12 km au sud-est de Domfront, à 14 km au sud-ouest de La Ferté-Macé et à 15 km au nord de Lassay-les-Châteaux.

### Géologie et relief
Le point culminant (284 m) se situe au nord-ouest, près du lieu-dit le Grand Plat de Bois. Le point le plus bas (123 m) correspond à la sortie du ruisseau des Louvrières du territoire, au sud-est. La commune est majoritairement bocagère ; le nord est couvert par la forêt d'Andaine.

### Sismicité
Commune située dans une zone de sismicité faible.

### Climat
Climat classé Cfb dans la classification de Köppen et Geiger.

### Voies de communications et transports

#### Voies routières
- Commune traverse par la D976 et desservie par la D235[5].

#### Transports en commun
- Ancienne gare de Juvigny-sous-Andaine[6].
- Gares proches : 
  - Gare de Briouze.
  - Gare de Flers.
- Aéroports :
  - Aéroport de Caen.
  - Aéroport de Laval - Entrammes

| Perrou                            | Champsecret          | La Sauvagère, Saint-Michel-des-Andaines   |
| La Baroche-sous-Lucé, Beaulandais | Juvigny-sous-Andaine | Bagnoles-de-l'Orne, La Chapelle-d'Andaine |
| Beaulandais                       | Geneslay             | La Chapelle-d'Andaine                     |

## Toponymie
Le nom de la localité est attesté sous la forme Juvegneium au XIIe siècle.
Le toponyme Juvigny est issu d'un anthroponyme, latin Juvenius pour Albert Dauzat, ou roman Jovinius pour René Lepelley.
Le déterminant se réfère à la forêt d'Andaine, au nord du territoire mais elle s'appelait encore Juvigny-les-Pots avant la Révolution.

## Histoire

### Second âge du fer dit de la Tène - Époque gauloise
Découverte d'un statère d'or fourré émis par les Aulerques Cénomans entre 70 et 52 av. J.-C., représentant une tête d'Apollon celtisée et un cheval androcéphale ailé.

### Époque contemporaine
En 1840, Juvigny-sous-Andaine participe à la création de la commune de Saint-Michel-des-Andaines en cédant à l'extrême nord-est de son territoire les lieux-dits Beaulieu, Grand Gué et le Clos,.

## Héraldique
| Blason de Juvigny-sous-Andaine | Blason  | D'azur au lion d'argent armé et lampassé de gueules aux deux fasces alésées du même brochant sur le tout.                                                   |
| Blason de Juvigny-sous-Andaine | Détails | Les armes de la commune de Juvigny-sous-Andaine, qui sont celles de la famille Achard de Bonvouloir (Armorial Universel de M. Jouffroy d'Eschavannes 1844). |

## Politique et administration

### Administration municipale
| Période                                  | Période   | Identité                    | Étiquette | Qualité                     |
| ---------------------------------------- | --------- | --------------------------- | --------- | --------------------------- |
| 1802                                     | 1804      | Pierre Vetillard            |           |                             |
| 1805                                     | 1822      | Guillaume Defais            |           |                             |
| 1822                                     | 1830      | Charles François Lemaréchal |           |                             |
| 1831                                     | 1846      | Pierre Rabarot              |           |                             |
| 1860                                     | 1903      | Cyprien Clopied             |           | Notaire                     |
| 1930                                     |           | Pierre Clément Pardieu      |           |                             |
| vers 1954                                |           | Gustave Nobis               |           |                             |
| 1983                                     | 1997      | Henri Bonnel                |           | Comptable                   |
| 1997                                     | mars 2001 | Gérard Leudière             |           | Responsable de restauration |
| mars 2001                                | 2020      | Henri Bonnel                |           | Comptable                   |
| Les données manquantes sont à compléter. |           |                             |           |                             |

Le conseil municipal est composé de quinze membres dont le maire et quatre adjoints.

### Budget et fiscalité 2015
En 2015, le budget de la commune était constitué ainsi :
- total des produits de fonctionnement : 749 000 €, soit 723 € par habitant ;
- total des charges de fonctionnement : 651 000 €, soit 628 € par habitant ;
- total des ressources d'investissement : 310 000 €, soit 299 € par habitant ;
- total des emplois d'investissement : 535 000 €, soit 516 € par habitant ;
- endettement : 777 000 €, soit 749 € par habitant.

Avec les taux de fiscalité suivants :
- taxe d'habitation : 10,85 % ;
- taxe foncière sur les propriétés bâties : 7,88 % ;
- taxe foncière sur les propriétés non bâties : 17,96 % ;
- taxe additionnelle à la taxe foncière sur les propriétés non bâties : 32,41 % ;
- cotisation foncière des entreprises : 11,89 %.

Chiffres clés Revenus et pauvreté des ménages en 2016 : médiane en 2016 du revenu disponible, par unité de consommation : 18 557 €.

## Population et société

### Démographie

#### Évolution démographique
En 2021, la commune comptait 908 habitants. Depuis 2004, les enquêtes de recensement dans les communes de moins de 10 000 habitants ont lieu tous les cinq ans (en 2007, 2012, 2017, etc. pour Juvigny-sous-Andaine) et les chiffres de population municipale légale des autres années sont des estimations.
Juvigny-sous-Andaine a compté jusqu'à 1 970 habitants en 1831.
| 1793  | 1800  | 1806  | 1821  | 1831  | 1836  | 1841  | 1846  | 1851  |
| ----- | ----- | ----- | ----- | ----- | ----- | ----- | ----- | ----- |
| 1 887 | 1 945 | 1 455 | 1 921 | 1 970 | 1 938 | 1 612 | 1 662 | 1 608 |

| 1856  | 1861  | 1866  | 1872  | 1876  | 1881  | 1886  | 1891  | 1896  |
| ----- | ----- | ----- | ----- | ----- | ----- | ----- | ----- | ----- |
| 1 620 | 1 595 | 1 592 | 1 517 | 1 507 | 1 354 | 1 336 | 1 266 | 1 333 |

| 1901  | 1906  | 1911  | 1921 | 1926 | 1931 | 1936 | 1946 | 1954 |
| ----- | ----- | ----- | ---- | ---- | ---- | ---- | ---- | ---- |
| 1 310 | 1 361 | 1 200 | 964  | 942  | 917  | 908  | 890  | 976  |

| 1962  | 1968 | 1975  | 1982 | 1990  | 1999  | 2007  | 2011  | 2016 |
| ----- | ---- | ----- | ---- | ----- | ----- | ----- | ----- | ---- |
| 1 009 | 983  | 1 019 | 998  | 1 105 | 1 055 | 1 058 | 1 018 | 991  |

| 2019 | - | - | - | - | - | - | - | - |
| ---- | - | - | - | - | - | - | - | - |
| 974  | - | - | - | - | - | - | - | - |

### Enseignement
Établissements d'enseignements :
- École maternelle,
- École primaire,
- Collèges à Ceaucé, Domfront.

### Santé
Professionnels et établissements de santé :
- Médecins,
- Pharmacies à Bagnoles-de-l'Orne,
- Hôpitaux à La Ferté-Macé.

### Cultes
- Culte catholique, Paroisse Sainte Geneviève des Andaine[23], Diocèse de Séez.

## Économie

### Entreprises et commerces

#### Agriculture
- Élevages.
- Exploitations agricoles.

#### Tourisme
- Hôtels-restaurants[24],[25],[26].
- Ferme typique du Bocage Normand[27].
- Chambres d'hôtes.

#### Commerces
- Commerces et services de proximité.

## Lieux et monuments

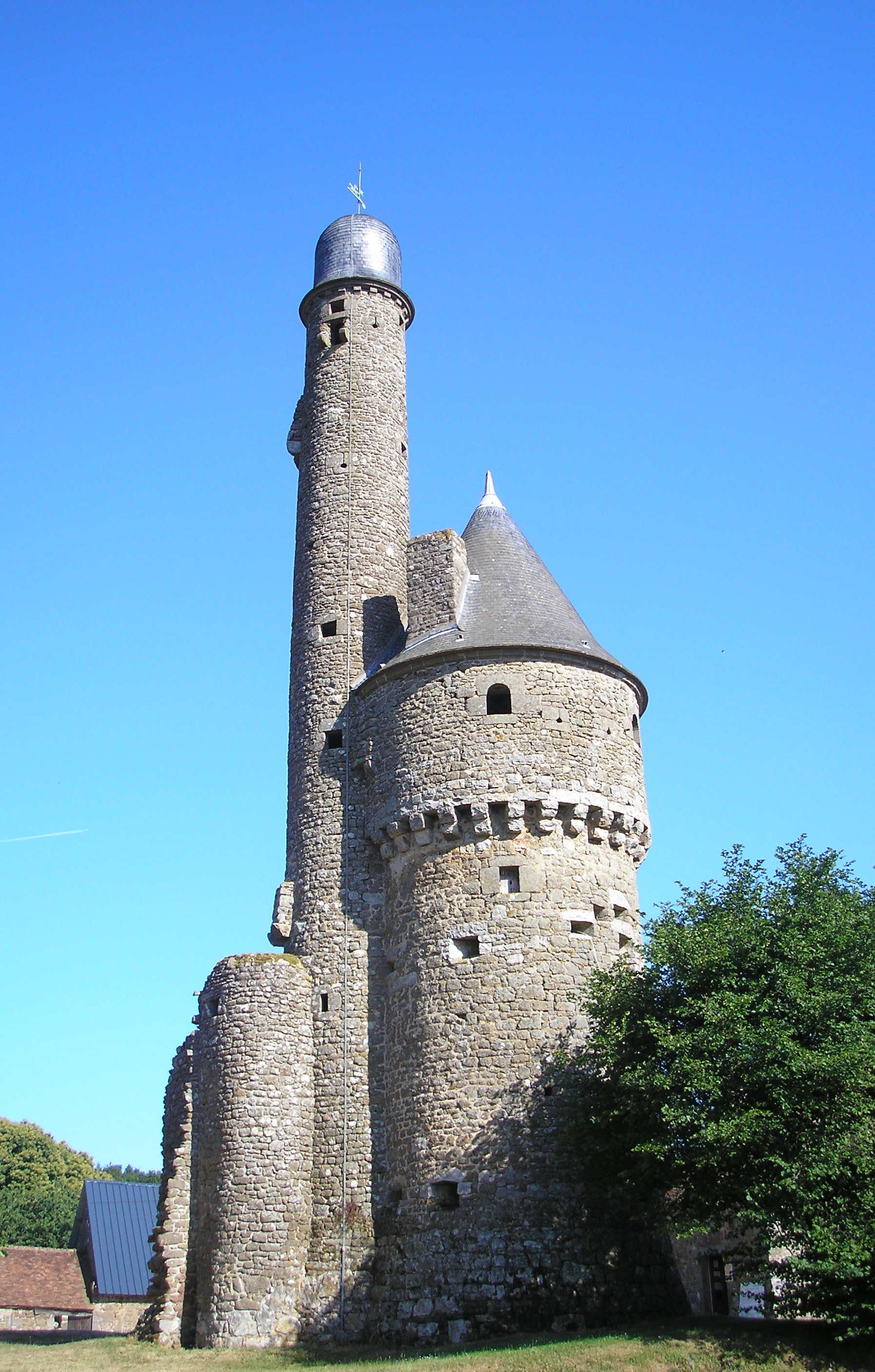
La tour de Bonvouloir.

- Les vestiges du château de Bonvouloir (XVe, XVIIIe siècle). Il a été construit pour Guyon Essirard, conseiller et maitre d'hôtel de René, duc d'Alençon[28]. Depuis le XVIe siècle, le domaine appartient à la famille Achard de Bonvouloir, dont plusieurs membres ont été gouverneurs de la ville de Domfront. Au XVIIe siècle, le château est transformé en corps de ferme. Le pigeonnier s'installe dans une ancienne tour du château au cours du XVIIIe siècle. La Révolution l'a en grande partie détruit. De cette ancienne forteresse, il reste aujourd'hui la tour de Bonvouloir (1485), haute de 25,5 m ; un pigeonnier, une chapelle (1628) avec four à pain, un puits et quelques bâtiments agricoles. Les vestiges sont inscrits au titre des Monuments historiques le 2 novembre 1926, puis classés le 4 juillet 1995[29].
- L'église Notre-Dame-de-l'Assomption[30].
- Chapelle Sainte-Geneviève[31].
- Chapelle La Croix Neuve[32].
- Chapelle Notre-Dame-de-Pitié[33].
- Le dolmen dit « le Lit de la Gione », en forêt des Andaines, à proximité du manoir du Lys[34].
- La forêt des Andaines au nord du territoire.

## Personnalités liées à la commune
- Didier Barbelivien cite la commune dans sa chanson Les étangs de Mayenne.